# الجامعة الشيوعية لكادحي الشرق
الجامعة الشيوعية لكادحي الشرق (بالروسية: Коммунистический университет трудящихся Востока or КУТВ)‏؛ وتعرف أيضاً بجامعة الشرق الأقصى أو مدرسة ستالين)، تأسست في 21 أبريل 1921، في موسكو بواسطة الأممية الشيوعية (كومنترن) ككلية لتدريب الكوادر الشيوعية في العالم الاستعماري. أُفتتحت رسمياً في 21 أكتوبر 1921. كانت تؤدي نفس دور مدرسة لينين الدولية، والتي كانت تقبل بشكل أساسي الطلبة من أوروپا والأمريكتين. ترأسها في سنواتها الأولى كارل رادك، الذي طُرد لاحقاً من الحزب الشيوعي السوفييتي. تضمنت المناهج المسائل النظرية والعملية، وتشمل النظرية الماركسية، التنظيم الحزبي والپروپاگاندا، القانون والإدارة، نظرية وتكتيكات الثورة البروليتارية، مشكلات البنية الاشتراكية، والتنظيم النقابي.
للجامعة فروع في باكو (أذربيجان)، إركوتسك (في سيبريا، روسيا)، وطشقند (في اوزبكستان). نشرت الجامعة الشرق الثوري (Революционный Восток).
أُغلقت الجامعة في أواخر ثلاثينيات القرن العشرين. ونقلت مهامها إلى مؤسسات تعليمية محلية أصغر في جمهوريات سوفيتية مختلفة.

## الخريجون

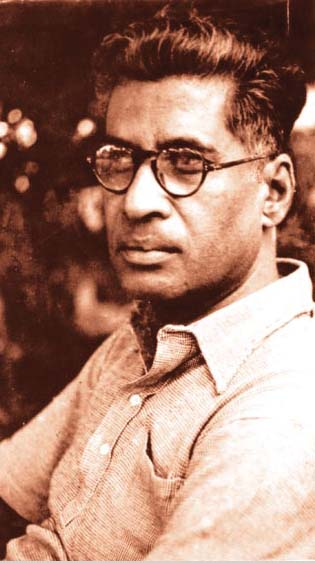
مانابيندرا ناث روي، الثوري القومي الهندي

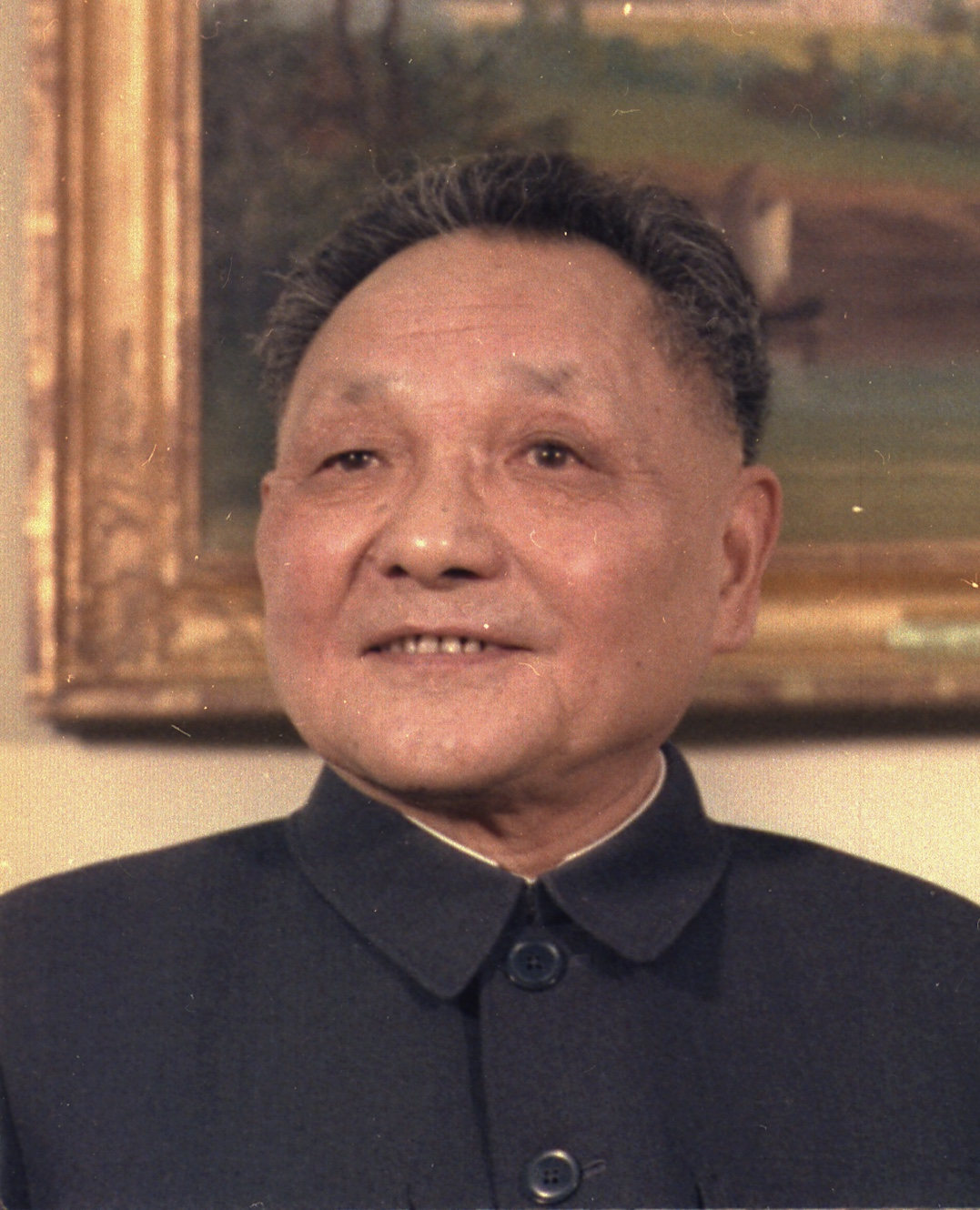
دينج شياو بينج

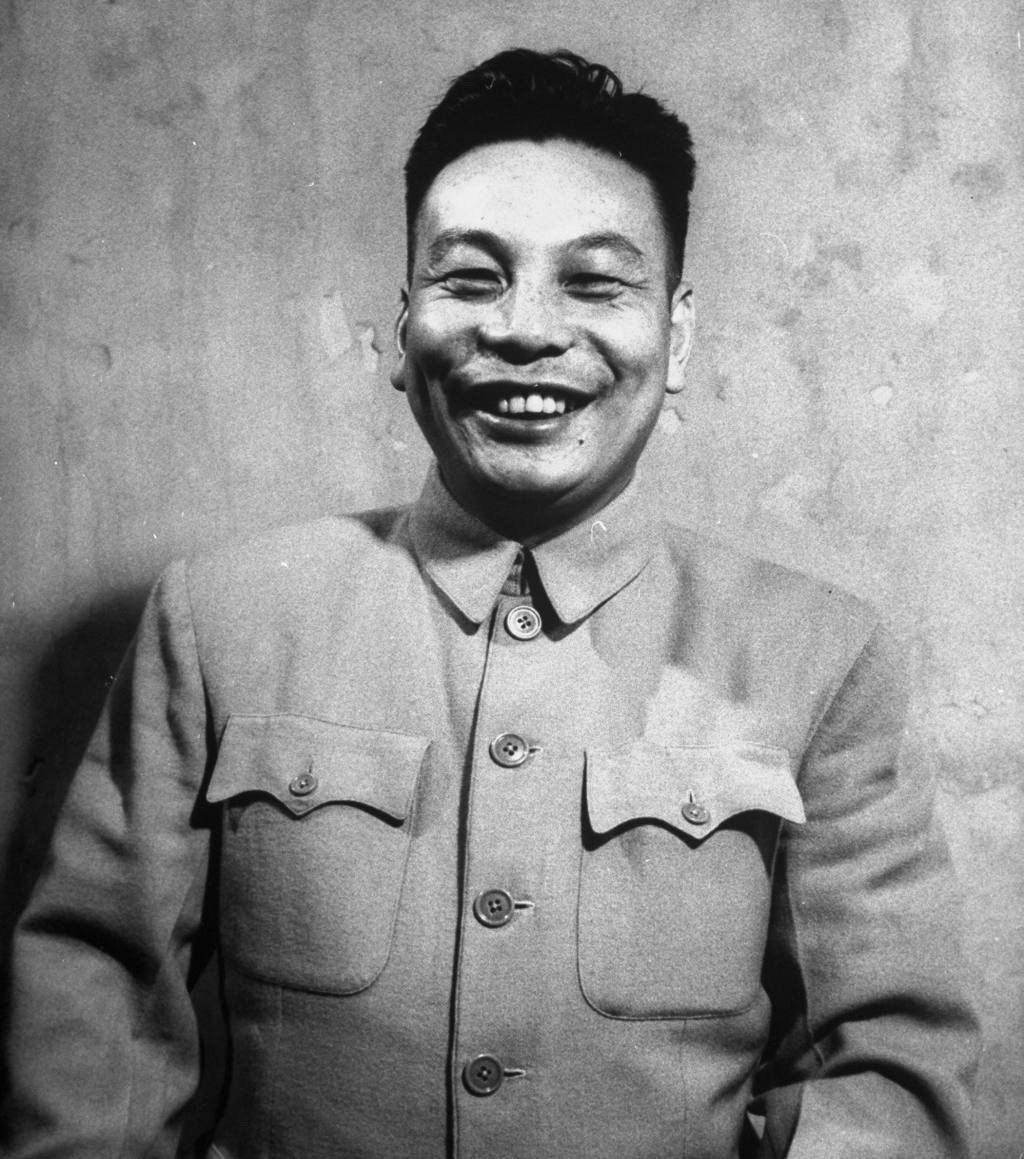
الرئيس تشيانغ تشينغ كو، 1978-1988

- دينج شياو بينج، رئيس جمهورية الصين، دفعة 1925
- ليو شاوتشي، رئيس جمهورية الصين الشعبية، دفعة 1921
- هو تشي منه، رئيس فيتنام، دفعة 1923
- تران فو، أول أمين عام للحزب الشيوعي الفيتنامي
- ناظم حكمت، شاعر تركي
- نجاتي صدقي، كاتب فلسطيني وناقد أدبي وثوري. أحد أوائل الأعضاء العرب في الحزب الشيوعي الفلسطيني وممثله في الكومنترن. شارك في الحرب الأهلية الإسبانية. كان له تأثير كبير على اليسار في فلسطين وسوريا ولبنان.
- جومو كينياتا، أول رئيس لكينيا
- حسن إسرائيلوف، متمرد شيشاني
- خالد بكداش، أمين الحزب الشيوعي السوري من 1936 حتى 1995
- فهد، أمين عام الحزب الشيوعي العراقي من 1941 حتى 1949
- هاري هايوود، عضو أفريقي أمريكي بارز في الحزب الشيوعي الأمريكي